# Cayratia calcicola
Cayratia calcicola är en vinväxtart som först beskrevs av William Grant Craib, och fick sitt nu gällande namn av Karel Domin. Cayratia calcicola ingår i släktet Cayratia och familjen vinväxter. Inga underarter finns listade i Catalogue of Life.